# Callitris
Callitris es un género de coníferas perteneciente a la familia Cupressaceae. Comprende 15 especies ,  de las cuales  13 son originarias de Australia y otras dos (C. neocaledonica, C. sulcata) nativas de Nueva Caledonia. 

## Descripción
Son árboles pequeños y medianos o grandes arbustos, alcanzando los 5-25 m de altura ( 40 metros C. macleayana) . Los hojas son perennes y escamosas, excepto en plantas jóvenes, que son como agujas, y en C. macleayana, las hojas en forma de aguja se encuentran mezcladas con hojas escamosas durante toda la vida del árbol. Las escamas están dispuestas en seis filas a lo largo de las ramitas , en verticilos alternados de tres (a menudo en grupos de cuatro en C. macleayana).

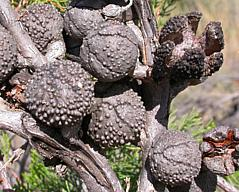
Callitris verrucosa conos

Los conos masculinos son pequeños, de 3-6 mm de largo, situados en los extremos de las ramitas. Los conos femeninos empiezan de manera similar discreta, con maduración en 18-20 meses, con 1-3 cm de largo y de ancho, globular a ovoide (aguda en C. macleayana), con seis  gruesas escamas leñosas, dispuestos en dos verticilos de tres (a menudo en 8 en C. macleayana). Los conos permanecen cerrados en los árboles durante muchos años, abriendo sólo después de ser arrasados por incendios forestales, cuando libera las semillas para crecer en el suelo quemado recientemente y despejado.
Los parientes más cercanos de Callitris son Actinostrobus que se encuentra al suroeste de Australia Occidental,  difiere en sus conos de tener varios verticilos basales de pequeñas escamas estériles, y Neocallitropsis de Nueva Caledonia, distinta en sus hojas en forma de aguja a lo largo de la vida de la planta (no sólo las plántulas ) y siempre dispuestas en verticilos de cuatro (no tres ) .

## Usos
La madera  es ligera, suave y aromática. Se divide fácilmente y es duradera,  también es resistente a las termitas. Se utiliza para hacer muebles, paneles interiores y al aire libre, y  postes del cerco. A veces se plantan como árboles ornamentales , pero su uso está restringido por los elevados riesgos que les impone su inflamabilidad muy alta en los incendios de matorrales .

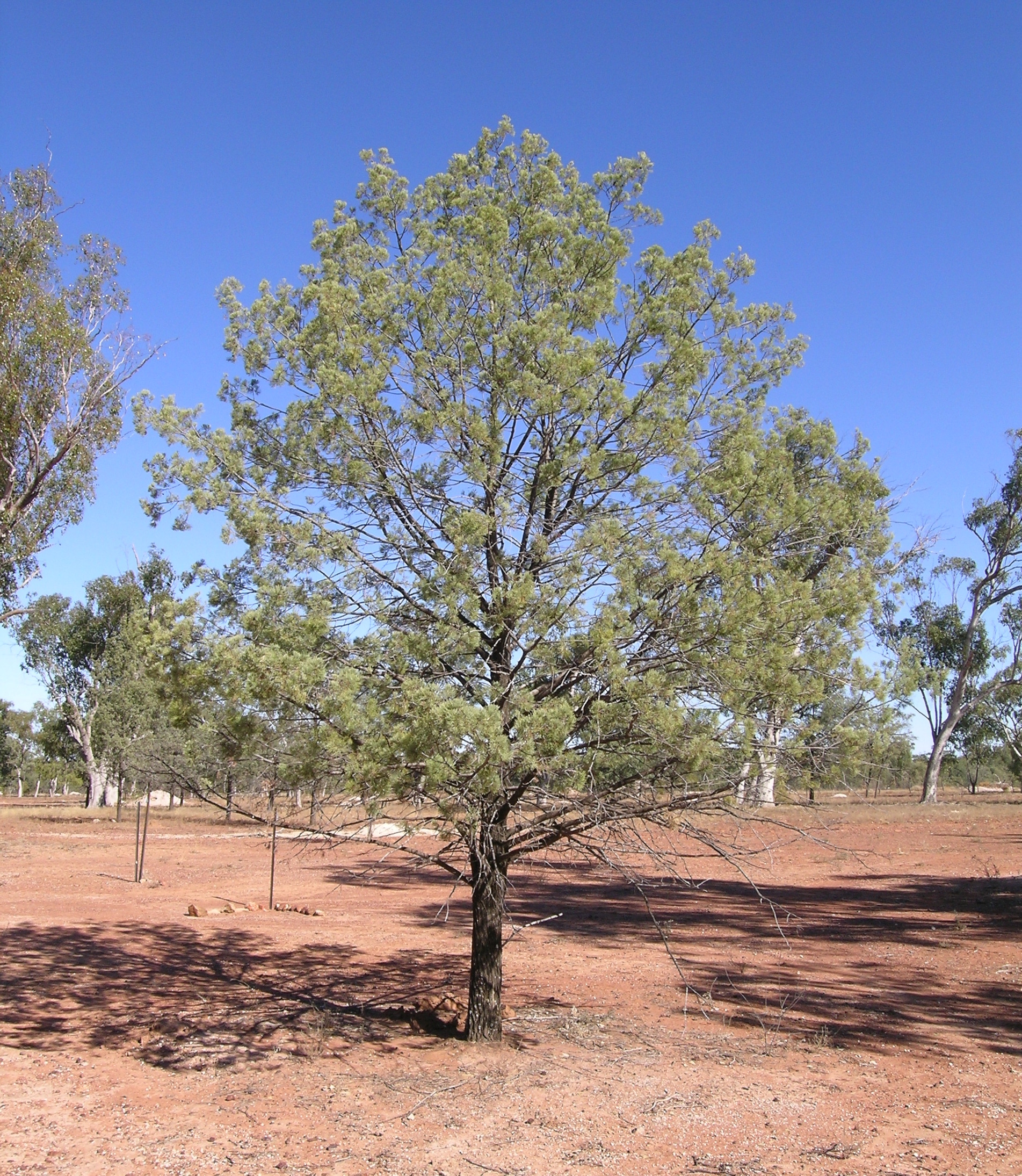
Callitris glauca (White Cypress), Lightning Ridge, NSW

En 2010 , las primeros hojas  y conos fosilizadas de Callistris del Oligoceno,  fueron desenterrados cerca de la Río Lea en Tasmania. A los fósiles se les dio el nombre Callitris leaensis y representan la más antigua representación conocida del género.

## Taxonomía
El género fue descrito por Étienne Pierre Ventenat y publicado en Decas Generum Novorum 10. 1808. La especie tipo es: Callitris rhomboidea
Etimología
Callitris: nombre genérico que deriva de las palabras griegas: 
kallos que significa "hermosa" y treis = "tres""; a causa de la disposición simétrica de las hojas.

## Especies aceptadas
A continuación se brinda un listado de las especies del género Callitris aceptadas hasta marzo de 2015, ordenadas alfabéticamente. Para cada una se indica el nombre binomial seguido del autor, abreviado según las convenciones y usos.
- Sect. Callitris

Callitris baileyi

Callitris canescens

Callitris columellaris

Callitris drummondii

Callitris endlicheri

Callitris monticola

Callitris muelleri

Callitris neocaledonica

Callitris oblonga

Callitris preissii

Callitris rhomboidea

Callitris roei

Callitris sulcata

Callitris verrucosa
- Sect. Octoclinis

Callitris macleayana